# チャールズ・キーブル
チャールズ・キーブル（英語: Charles Keeble, 1934年1月6日 - ）は、オーストラリア出身のフィギュアスケート選手（男子シングル）。1956年コルティナダンペッツォオリンピックオーストラリア代表。

## 主な戦績
| 大会/年      | 1955-56 | 1956-57 | 1957-58 |
| ------------ | ------- | ------- | ------- |
| オリンピック | 16      |         |         |
| 世界選手権   | 16      | 16      | 23      |